# Stojdraga
Stojdraga is een plaats in de gemeente Samobor in de Kroatische provincie Zagreb. De plaats telt 91 inwoners (2001).